# Lethops connectens
Lethops connectens és una espècie de peix de la família dels gòbids i de l'ordre dels perciformes.

## Morfologia
- Els mascles poden assolir 6,4 cm de longitud total.[1][2]

## Reproducció
És ovípar.

## Hàbitat
És un peix marí, de clima subtropical i demersal.

## Distribució geogràfica
Es troba al Pacífic oriental: des de Carmel (Califòrnia central, els Estats Units) fins al nord de la Baixa Califòrnia (Mèxic).

## Observacions
És inofensiu per als humans.